# Lynn Rainbow
Lynn Carol Rainbow (Australia, 19 de septiembre de 1942) es una actriz australiana, conocida por haber interpretado a Sonia Hunter en la serie y película Number 96.

## Biografía
Lynn es hija de Alfred Rainbow (un juez), y su abuelo es Sir Benjamin Fuller (un empresario teatral).
En 1973 se casó con el actor australiano Tom Oliver, sin embargo la pareja se divorció.

## Carrera
En 1969 apareció por primera vez en la serie Homicide donde interpretó a Pam Gibson en el episodio "Jet Lag": un año después reapareció interpretando a Anna Leurini en el episodio "Midnight Pizza", y su última aparición en la serie fue en 1971 donde dio vida a Lucy De Marc durante el episodio "Just Throw the Money".
En 1971 dio vida a Jan en el episodio "Give a Man a Gun" de la serie Matlock Police, más tarde apareció de nuevo en 1974 ahora interpretando a Wilma Grimes en el episodio "A Couple of Days Away".
En 1972 interpretó dos personajes distintos en la serie Division 4 primero a Barbie Ryan durante el episodio "The Warder" y a Jeny West en "You Can't Win Them All"; anteriormente había aparecido por primera vez en la serie en 1970 donde interpretó a Christine Hassett durante el episodio "The Handicapper". 
Ese mismo año se unió al elenco de la serie australiana Number 96 donde interpretó a Sonia Freeman hasta 1973 después de que su personaje decidiera irse. Un año después Lynn volvió a interpretar a Sonia ahora en la película del mismo nombre.
En 1983 apareció en dos episodios de la serie A Country Practice donde interpretó a la señora Quinn durante los episodios "See Ya: Part 1 & 2", anteriormente su primera aparición en la serie había sido en 1981 donde interpretó a Margaret Skilton en los episodios "Agoraphobic Sons and Lovers: Part 1 & 2".
En 1991 apareció como invitada en dos episodios de la popular serie australiana Home and Away donde interpretó a Heather Davidson, la madre de Marilyn Chambers. Anteriormente Lynn había aparecido por primera vez en la serie en 1988 donde interpretó a una vecina durante el episodio #1.52.

## Filmografía
Series de televisión
| Año         | Título             | Personaje             | Notas                               |
| ----------- | ------------------ | --------------------- | ----------------------------------- |
| 1991        | Home and Away      | Heather Davidson      | 2 episodios                         |
| 1984        | A Country Practice | Susan Moore           | 2 episodios                         |
| 1980        | The Young Doctors  | June Holland          | episodio # 1.872                    |
| 1978        | Against the Wind   | Mrs. Louisa Wiltshire | 6 episodios - miniserie             |
| 1976        | King's Men         | -                     | episodio "Suffer Little Children"   |
| 1974        | Matlock Police     | Wilma Grimes          | episodio "A Couple of Days Away"    |
| 1972        | Division 4         | Jenny West            | episodio "You Can't Win Them All"   |
| 1972 - 1973 | Number 96          | Sonia Freeman         | -                                   |
| 1971        | The Group          | -                     | episodio "This Week She's Romantic" |
| 1971        | Homicide           | Lucy De Marc          | episodio "Just Throw the Money"     |
| 1968        | Misleading Cases   | Felicity Haddock      | 2 episodios                         |
| 1967        | Blandings Castle   | Aggie                 | 2 episodios                         |

Películas
| Año  | Título                               | Personaje    | Notas                                                                                     |
| ---- | ------------------------------------ | ------------ | ----------------------------------------------------------------------------------------- |
| 1985 | Nicholas Nickleby                    | -            | junto a Colin Borgonon, Wallas Eaton, Ron Haddrick, Brian Harrison & Phillip Hinton       |
| 1983 | Sherlock Holmes and the Sign of Four | -            | junto a Peter O'Toole, Earle Cross & Ron Haddrick                                         |
| 1974 | Number 96                            | Sonia Hunter | junto a Johnny Lockwood, Philippa Baker, Gordon McDougall, Sheila Kennelly & Pat McDonald |
| 1974 | Out of Love: "It Will Never Work"    | -            | junto a Patsy King                                                                        |

Teatro
| Año  | Obra                    | Personaje | Director (a)    | Teatro                 | Notas                                                                                 |
| ---- | ----------------------- | --------- | --------------- | ---------------------- | ------------------------------------------------------------------------------------- |
| 1993 | Out of Order            | -         | Ray Cooney      | Her Majesty's Theatre  | junto a Walter Brown, Peter Collingwood, Peter McAllum, Barbara Morton & Myra Waddell |
| 1987 | The Diary of Anne Frank | -         | Peter Williams  | Phillip Street Theatre | junto a Norman Coburn, Alan Faulkner, Ben Oxenbould & Barbara Wyndon                  |
| 1980 | The Breadwinner         | -         | Robert Cubbage  | Marian St. Theatre     | junto a Philippa Baker, Reg Gillam, Terry Peck & Penny Cook                           |
| 1977 | Away Match              | -         | Alastair Duncan | Marian St. Theatre     | junto a Vincent Ball, Tom Oliver & Sue Walker                                         |
| 1977 | The Happy Hunter        | -         | Alastair Duncan | Marian St. Theatre     | junto a Mark Hashfield, Kenneth Laird, Damien Parker 6 Al Thomas                      |
| 1974 | Home and Beauty         | -         | Alastair Duncan | Marian St. Theatre     | junto a Anne Charleston, Raymond Duparc, Marion Johns & Matthew O'Sullivan            |
| 1974 | Don't Listen Ladies!    | -         | Alastair Duncan | Marian St. Theatre     | junto a Ric Hutton, Marion Johns, John Keightley & Margo Lee                          |
| 1969 | Eden House              | -         | -               | Independent Theatre    | junto a Tony Ingersent, Wilfred Last, Harry Lawrence & Lynne Murphy                   |
| 1963 | The Gallant Tailor      | -         | -               | Independent Theatre    | junto a Judith Dewar, David Goddard & Doug Kingsman                                   |
| 1962 | Gods Of Red Earth       | -         | Alastair Duncan | Independent Theatre    | junto a Tony Ingersent, Harry Lawrence, Lynne Murphy & Susan Swinford                 |
| -    | Blithe Spirit           | Elvira    | -               | -                      | -                                                                                     |